# Železniško postajališče Trzin industrijska cona
Železniško postajališče Trzin industrijska cona je eno izmed železniških postajališč v Sloveniji, ki oskrbuje obrtno industrijsko cono južno od Trzina. Postajališče se sestoji iz tlakovanega perona ob severozahodni stranici proge ter nadstrešnice.